# Teillé (Loire-Atlantique)
Teillé é uma comuna francesa na região administrativa da Pays de la Loire, no departamento de Loire-Atlantique. Estende-se por uma área de 28,55 km², com 1 300 habitantes, segundo os censos de 1999, com uma densidade de 45 hab/km².